# 象棋史

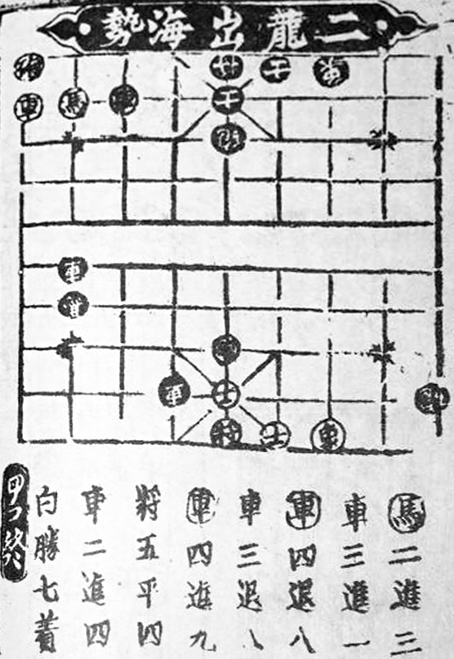
最早的象棋類遊戲的棋谱，载于《事林广记》。

象棋類遊戲的起源，一般認為源自於印度的恰圖蘭卡，其後來發展成中國象棋、西洋棋、日本將棋、韓國將棋等遊戲。

## 印度起源
笈多王朝的恰圖蘭卡是所有象棋的祖先。根據出古文物與文獻，恰圖蘭卡的棋盤來自西元前五、六世紀的八條盤碁，在霍斯劳一世時發展成波斯象棋。

### 中國象棋
波斯象棋傳入中國成為寶應象棋。最後由中國人在宋代改造成中国象棋。
德国国际象棋历史学家Peter Banaschak指出，唐代宰相牛僧孺所著作的《玄怪录》内没有“炮”的寶應象棋是中國象棋的真正来源。
象棋中的象完全源於古代印度象棋中的同一個棋子象，兩者走法完全一致，是走斜向兩格，即是“田”字，也因此兩方的象相互不能夠攻擊對方。后来中国象棋红方的“象”改成了“相”。
宋朝時，中國象棋受至少是公元前6世纪之前的围棋之影响，由走格子变成走点。象形立体棋子变成了圆棋子。王变成了将，增加了砲——當時指掷石机。
中國象棋傳至朝鮮後，進一步發展為朝鮮將棋。

### 東南亞
東南亞的象棋也是發源自恰圖蘭卡。常見的特徵是兵的位置在第三排或更前面、走至底線再後退後可以升級。象可以斜走一步或前進一步。
日本將棋可能是源自於泰國象棋，其升級區域皆為三排，且象的走法皆一樣。

### 歐洲象棋
波斯象棋後來傳入歐洲，經過一系列的轉變成為今天的國際象棋。
國際象棋中的象亦同樣源於印度象棋中的象，後來于約16世紀因為棋子上的兩個象徵象牙的突出部形狀像主教教帽，在英語被命名為主教，走法後來就從走固定斜向兩格變為斜向走任意距離。
為了加快開局，兵變成一開始可以走兩步，也因此有了吃過路兵的規則。王車易位和短兵象棋的發展也是為了加速遊戲進行。
士/王后原本是最弱的，只能斜走一步，但在15世紀末轉為今天國際象棋中可以直走斜走任意步數的規則。

## 其他假說

### 六博源頭說
一种理论认为，国际象棋是中國象棋或者其在中国公元前2世纪的前身发展而成的，美國一位姓李的統計系華裔教授，據信韓信改為了六博，在公元前204年至前203年冬天發展出象棋的雛形，但沒有文獻，文物作為證據支持 。據古象棋棋譜收藏家劉國斌考證，“楚河漢界”這四個字是於1920〜1930年代出現在中國象棋棋盤的。
持論者認為六博也叫象棋，棋子有梟、盧、雉、犢、塞這五兵種之分，《韓非子》：「博者貴梟，勝者必殺梟。」這一點和象棋中以殺將奪帥為勝相類似，所以是兵种盘局棋戏的鼻祖，之後改造為不用擲採、純策略的塞戲，北周再變為北周象戲，唐朝再成為寶應象棋，又傳入印度發展成恰圖蘭卡。

#### 質疑
此傳承被楊蔭深、張如安等中國學者質疑，因為六博、北周象戲、寶應象棋這三者間無論是規則、棋子或棋盤都大相逕庭。
考古文物證實六博棋子非多兵種，因錯讀《山堂肆考》：「古者烏曹氏作博：以五木為子，有梟、盧、雉、犢、塞為勝負之彩。」把樗蒲與六博混為一談，把樗蒲的采當成六博棋子之名，也錯把殺梟等同於象棋類遊戲的將軍，殺梟是搶敵方的魚或阻止敵方得魚的策略，而非勝利的條件。而且六博不是象徵人類兵种的戰爭，而是象徵猛禽獵魚。多兵種的棋類早在烏爾王族局戲就有，有暴風鳥、渡鴉、雞、鷹、燕這五種棋子。
塞戲又名格五，也是需擲採、有運氣的博戲，擲具為箸，有四采，在戰國時代就與六博並稱，並非漢代改造出現。北周象戲是擲賽遊戲的博戲，而非象棋類遊戲。
六博源頭說是以訛傳訛的結果，根本原因是象棋可以指象牙棋子，六博、彈棋、圍棋、雙陸、象棋等均可以使用。

### 易经起源說
苏联科学院远东研究所研究员切列夫考博士在1984年1月号的《苏联棋艺》上发表文章說国际象棋起源于易经思想，棋盤共六十四格对应六十四卦，黑白对应阴阳。

#### 質疑
宣稱李約瑟指稱象棋是中國依據占卜而發明的說法是以訛傳訛，因他在《中国科学技术史》講的是與《靈棋經》同樣用於占卜的星棋，而不是象棋。
學者指出中國古代並無黑白棋格，所謂黑白棋盤的證據是來自《古錦圖案集》，是當時清朝受國際象棋傳入而放於織品的近代之物。

### 博戏、象數結合說
劉文哲認為所有棋類都來自《易經》的陰陽八卦、西周的五行思想、宋朝時的河圖洛書等象數。
宋會群、苗雪蘭在《中國博弈文化史》也認為六博是源頭，但演變過程中多了四維戲、儒棋，並認為傳承過程是受象數影響，以及加上印度象棋的結合。他們主張六博當時就有反映象數，改變成四維戲、再改造為儒棋，之後銳變北周象戲，再跟印度四角棋結合。根據1955年出版的《古錦圖案集》收錄一幅唐宋之間、主題為琴棋书画的蘇州織錦有一張八乘八的黑白棋盤，認為暗示六十四卦，並且就是寶應象棋的棋盤。在宋朝為了反映河圖洛書的圖十書九、洛書的九宮圖，棋盤變為橫十縱九路與增加河界、九宮，最後改為中國象棋。

#### 質疑

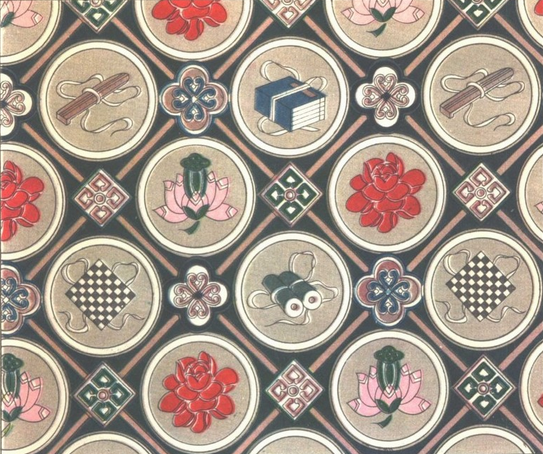
由蘇州織錦廠新設計的「琴棋書畫錦」，棋改採用國際象棋。

該幅織錦其實是中華人民共和國建國後，由生產蘇州宋錦的苏州织锦廠設計的七彩重锦「琴棋书画锦」，並非唐宋古物圖案。錯誤在於將宋錦誤以為是宋代生產的織錦。